# Méricourt (Yvelines)
Méricourt település Franciaországban, Yvelines megyében. Lakosainak száma 378 fő (2022. január 1.). Méricourt Freneuse, Guernes, Mousseaux-sur-Seine, Rolleboise és Saint-Martin-la-Garenne községekkel határos.

## Népesség
A település népességének változása:
| Lakosok száma | 393  | 417  | 423  | 422  | 408  | 394  | 380  | 377  | 378  |
|               | 2013 | 2015 | 2016 | 2017 | 2018 | 2019 | 2020 | 2021 | 2022 |